# Lanius tephronotus
Lanius tephronotus е вид птица от семейство Laniidae.

## Разпространение
Видът е разпространен в Бангладеш, Бутан, Виетнам, Индия, Камбоджа, Китай, Лаос, Мианмар, Непал и Тайланд.